# Scherma alla VI Universiade
Il torneo di scherma della VI Universiade si è svolto a Torino in Italia nel 1970.

## Podi

### Uomini
| Evento                          | Oro              | Argento          | Bronzo                                                                                |
| Fioretto individuale (dettagli) | Leonid Romanov   | Vasyl' Stankovyč | Marek Dąbrowski                                                                       |
| Sciabola individuale (dettagli) | Viktor Sidjak    | Michele Maffei   | Vladimir Nazlymov                                                                     |
| Spada individuale (dettagli)    | Sergey Paramonov | Nicola Granieri  | István Osztrics                                                                       |
| Fioretto a squadre (dettagli)   | Unione Sovietica | Polonia          | Ungheria                                                                              |
| Sciabola a squadre (dettagli)   | Unione Sovietica | Ungheria         | Italia Berti Michele Maffei Mario Aldo Montano Mario Tullio Montano Cesare Salvadori  |
| Spada a squadre (dettagli)      | Germania Ovest   | Ungheria         | Italia Cardone Alberico Cerri Nicola Granieri Gianluigi Placella Pier Alberto Testoni |

### Donne
| Evento                          | Oro              | Argento         | Bronzo           |
| Fioretto individuale (dettagli) | Agnes Simonffy   | Ecaterina Stahl | Mariya Scakolina |
| Fioretto a squadre (dettagli)   | Unione Sovietica | Romania         | Ungheria         |